# Краснодольне
Краснодо́льне (до 1945 року — Борла́к, крим. Borlaq) — село Джанкойського району Автономної Республіки Крим. Населення становить 487 осіб. Орган місцевого самоврядування — Рощинська сільська рада. Розташоване на півдні району.

## Географія
Краснодольне — село на півдні району, у степовому Криму, у верхів'ї річки Побєдна, біля кордону з Красногвардійський район, висота над рівнем моря — 34 м. Село лежить на автотрасі М18 Москва — Сімферополь. Сусідні села: Рощине за 2,5 км на північ, Сєрноводське за 1 км на схід та Знам'янка Красногвардійського району за 3 км на південь. Відстань до райцентру — близько 13 кілометрів на північ, найближча залізнична станція — Відрадна — близько 5 км.

## Історія
Перша документальна згадка села зустрічається в Камеральному Описі Криму … 1784 року, судячи з якого, в останній період Кримського ханства Борлай Ойрат входив до Насивського кадилику Карасубазарського каймакамства.
Після анексії Криму Російською імперією (8) 19 квітня 1783 , (8) 19 лютого 1784, на території колишнього Кримського Ханства була утворена Таврійська область і село було приписане до Перекопського повіту . Після Павловських реформ, з 1796 по 1802 рік, входило в Перекопський повіт Новоросійської губернії. За новим адміністративним поділом, після створення 8 (20) жовтня 1802 Таврійської губернії , Борлак був включений до складу Кокчора-Киятської волості Перекопського повіту.
За  Відомостями про всі селища в Перекопському повіті… від 21 жовтня 1805 року, у селі Бурлак-Вейрат числилося 12 дворів і 72 жителя, кримських татар. На військово-топографічної карті 1817 року позначене село Бурлак з 9 дворами. Після реформи волосного поділу 1829 року Бурлак, згідно з «Відомостями про казенні волості Таврійської губернії 1829 року» залишився у складі Кокчоракіятської волості . На карті 1842 Борлак позначений умовним знаком «мале село», тобто, менше 5 дворів.
У 1860-х роках, після земської реформи Олександра II, село приписали до Байгончецької волості. На триверстовій мапі 1865 року село ще позначене, то на карті, з коректурою 1876 року його вже немає. Мабуть, село спорожніло, внаслідок еміграції кримських татар, особливо масової після Кримської війни 1853—1856 років, в Туреччину.
Згідно з енциклопедичним словником Німці Росії, селище німців-лютеран Нейфельд було засновано на місці Борлака в 1882 році на 3686 десятинах землі. У «Пам'ятній книзі Таврійської губернії 1889 року», за результатами Х ревізії 1887 року, у селі Нейфельд числилося 28 дворів і 169 жителів.
Після земської реформи 1890 року, село приписали до Тотанайської волості того ж повіту. Згідно з  «… Пам'ятною книгою Таврійської губернії за 1892 рік», у селі Берлак був 121 житель в 17 домогосподарствах. За «… Пам'ятною книгою Таврійської губернії за 1900 рік»  в Борлаці числилося 67 жителів у 10 дворах, а, за словником Німці Росії в 1905 — 78 осіб. У Статистичному довіднику Таврійської губернії за 1915 рік, у Тотанайській волості Перекопського повіту село значиться як Бордак  з населенням 139 осіб.
Після радянської окупації, за постановою Кримревкома від 8 січня 1921 № 206 «Про зміну адміністративних кордонів» була скасована волосна система і в складі Джанкойського повіту був створений Джанкойський район. У 1922 році повіти перетворили в округу. 11 жовтня 1923, згідно з постановою ВЦВК, до адміністративний поділ Кримської АРСР були внесені зміни, у результаті яких округи були ліквідовані, основний адміністративною одиницею став Джанкойскаій район і село включили до його складу. Згідно зі Списком населених пунктів Кримської АРСР за Всесоюзним переписом від 17 грудня 1926 року, Борлак, з населенням 236 осіб, з яких було 139 німців, входив до складу Німецько-Джанкойскої сільради Джанкойського району , в 1931 році — 210 жителів. Після утворення в 1935 році Тельманського району село включили до його складу, видимо, тоді ж Борлак став центром сільради. Незабаром після початку німецько-радянської війни, 18 серпня 1941 року німці з села були виселені, спочатку в Ставропольський край, а потім в Сибір і північний Казахстан.
У 1944 році, після звільнення Криму від фашистів, згідно з постановою ДКО № 5859 від 11 травня 1944, 18 травня кримські татари були депортовані в Центральну Азію. 12 серпня 1944 було прийнято постанову № ГОКО-6372с «Про переселення колгоспників у райони Криму» і у вересні 1944 року в район приїхали перші новосели (27 сімей) з Кам'янець-Подільської та Київської областей, а на початку 1950-х років пішла друга хвиля переселенців з різних областей України. Указом Президії Верховної Ради РРФСР від 21 серпня 1945 Барлак був перейменований в Краснодольне і Барлацька сільрада — в Краснодольську. Час скасування сільради поки не встановлено, можливо це — наслідок указу Президії Верховної Ради УРСР «Про укрупнення сільських районів Кримської області», від 30 грудня 1962 року. 1 січня 1965, указом Президії ВР УРСР «Про внесення змін до адміністративного районування УРСР — по Кримській області» Ближньогородська сільрада була передана до складу Джанкойського району , в 1968 році утворена Рощинська сільрада та село перепідпорядкували їй.